# Avventurina (vetro)

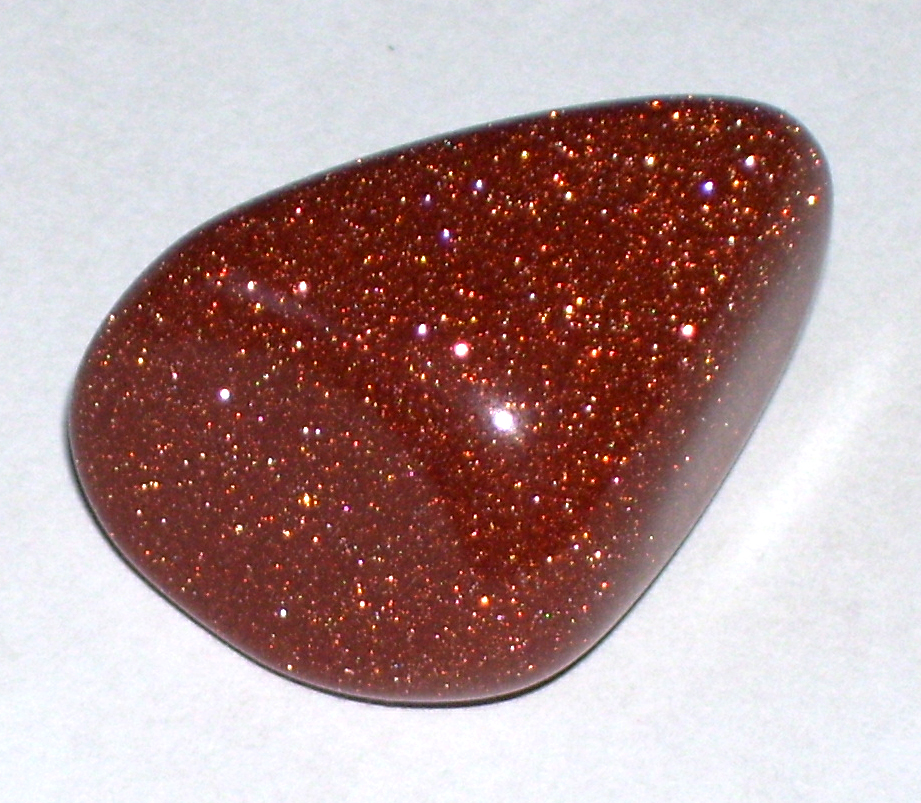
Vetro avventurina rosso

Il vetro avventurina, noto anche come goldstone, è una particolare lavorazione inventata a Venezia nell'isola di Murano nella prima metà del XVII secolo (1620 circa).
Si tratta di una pasta cristallina translucida, al cui interno sono immerse pagliuzze o cristalli di rame con ossidi metallici brillanti, che creano un effetto che imita quello del quarzo avventurina.
La procedura prevede l'aggiunta, al termine della fusione, ed in più riprese, di una determinata quantità di battitura di ferro, silicio metallico o carbone, tutte materie prime riducenti. Il rame metallico inizia a precipitare, ed al termine di alcune ore di raffreddamento questo si separa completamente dal vetro di base, disperdendosi in modo omogeneo in minutissimi cristalli, che nei casi migliori raggiungere il millimetro di dimensione. È quindi la presenza di depositi di rame che tende a dare al materiele un luccichio rosso bruno con riflessi dorati.
L'avventurina viene spesso utilizzata come elemento decorativo a grosso spessore su superfici piane o incavate, tanto in oggetti di vetro quanto come complemento della lavorazione dei metalli (gioielli, elementi di arredo). Per la sua lucentezza metallica, in passato venne soprannominata "stellaria".
Non era facile riuscire ad ottenere un blocco di avventurina. L’esito era sempre incerto per la difficoltà di  dosare i minerali necessari per l’impasto da fondere e la sua riuscita era sempre un’avventura: da qui il nome di avventurina.
Per illustrare la difficoltà di ottenere questo tipo di vetro una vecchia partia (ricetta) recita:Sendo ben mischiato, se porterà fornasa calda e dopo diese minuti darai l’ultima missiada con un poco di semola grossa e subito imbocar la fornasa a tutte le bocche. Lassa solo il buco in mezzo con poco respiro e va in ciesa a pregar che la sia bona stella.
Un’altra ricetta del 1787 inizia invece così: Sia fatta la volontà di Dio.» e termina «Lodato e sempre ringraziato. Riuscitissima Bellissima e Brillantissima si di stella come di colorito.
La più vecchia partia conosciuta si trova nel Ricettario Arduin del 1644: Ancora che non vi sia vera et certa sicurezza che la ditta pasta o composizione di Venturina riesca bella, che perciò si dimanda Venturina  et con ragione perché sortisse  più per Ventura che per scientia.

## Galleria d'immagini

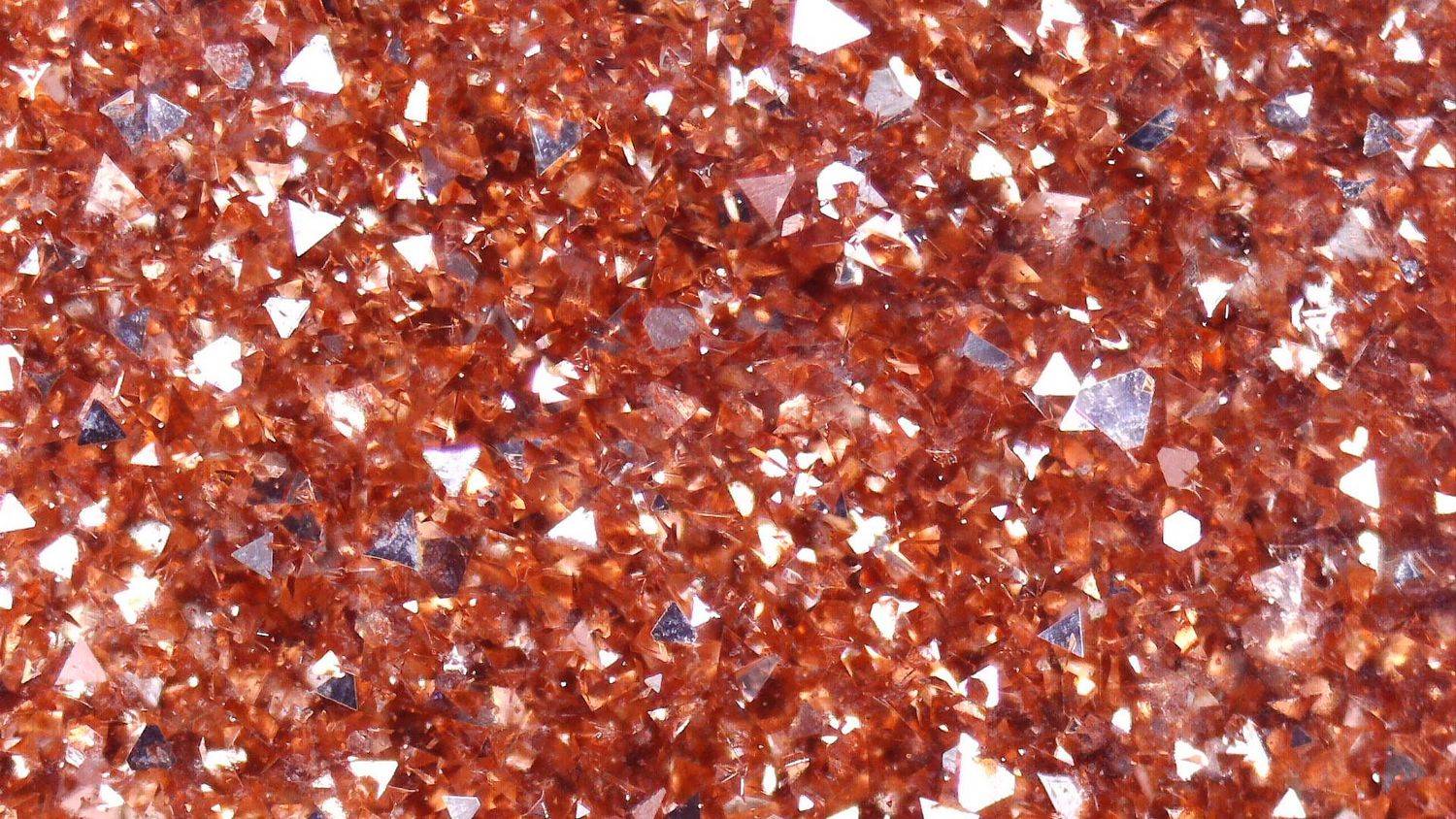
Goldstone al microscopio
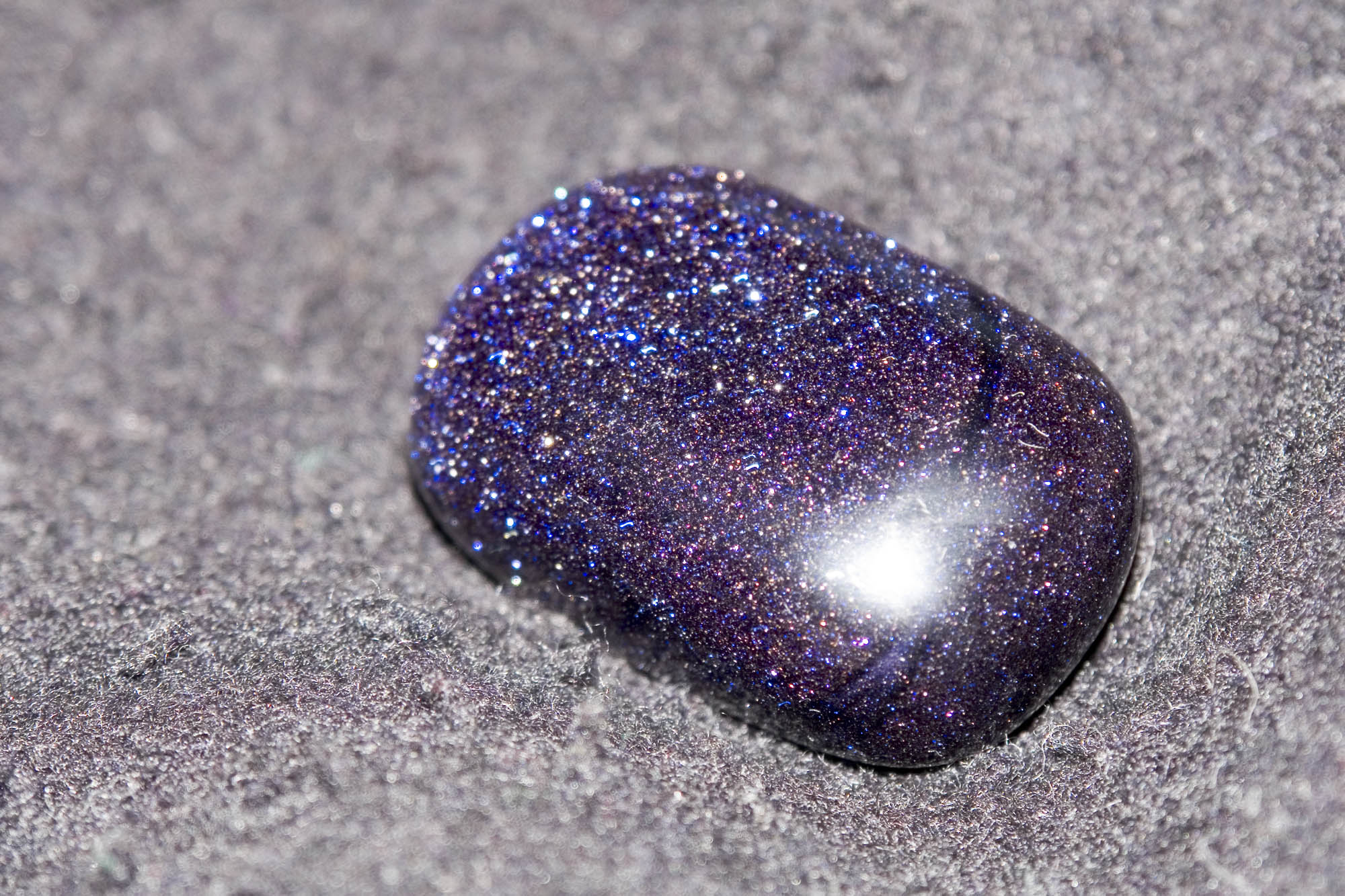
Vetro avventurina blu
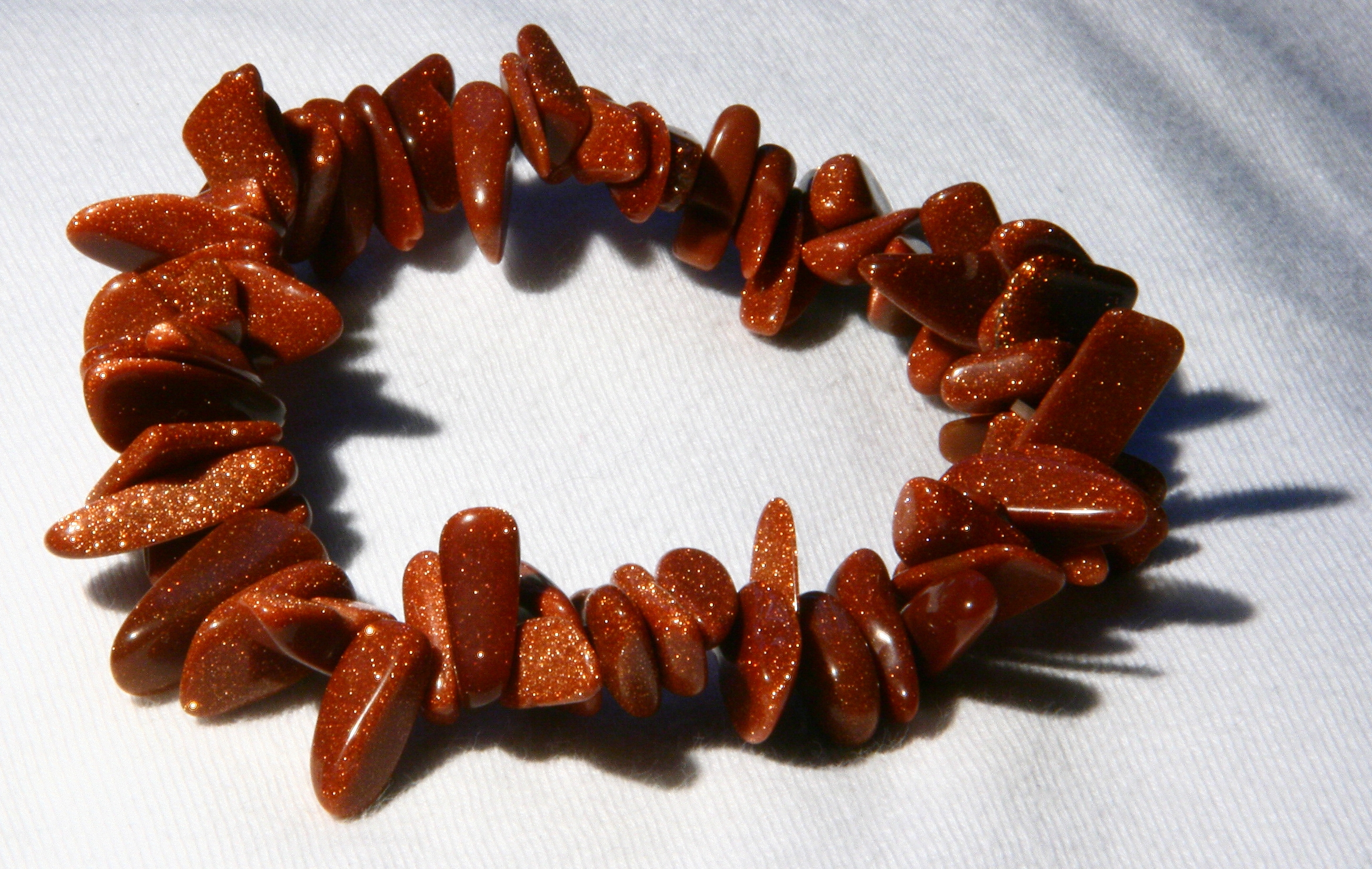
Bracciale in vetro avventurinato
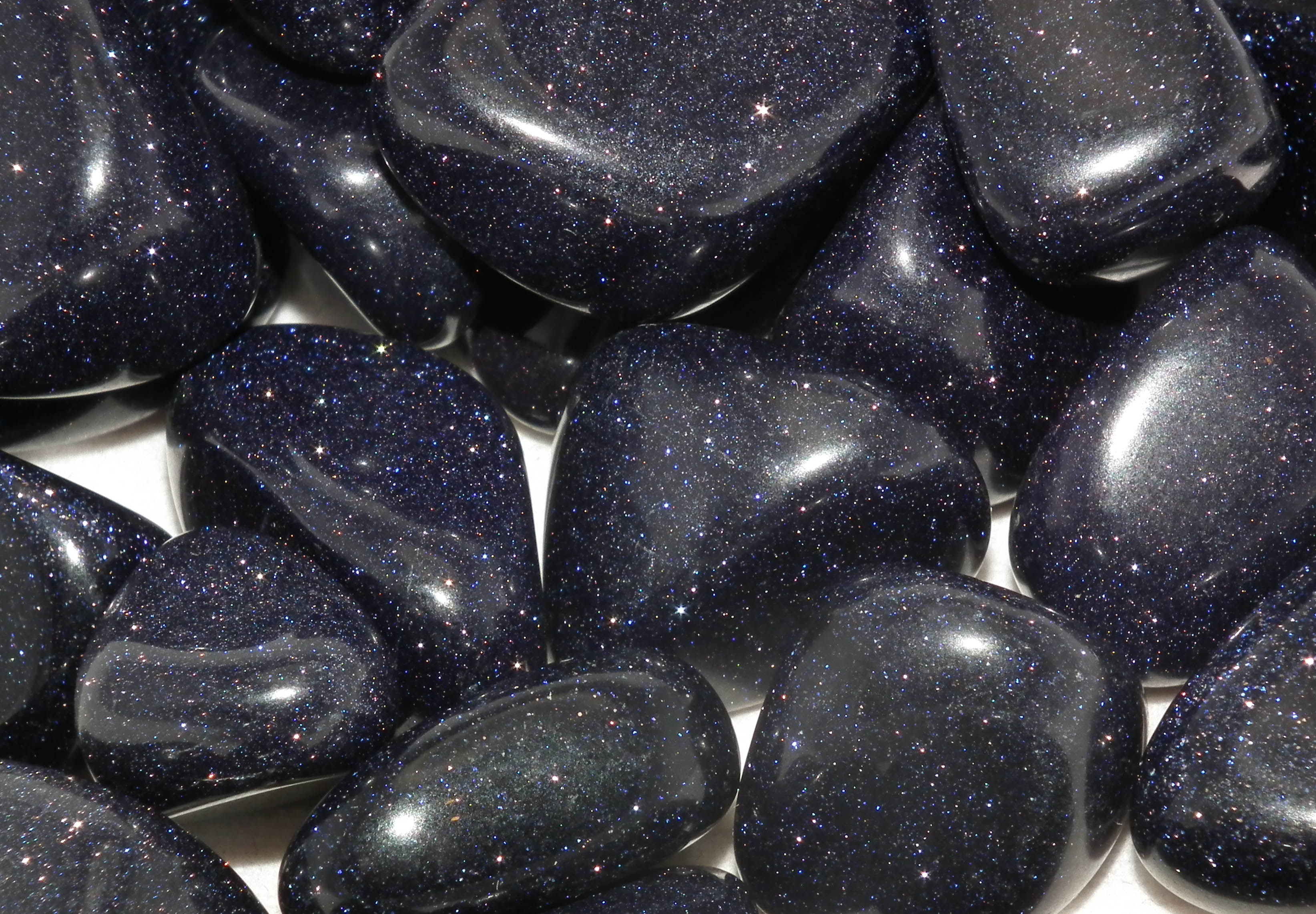
Ciottoli di goldstone blu.